# فری‌مایند
برنامه فری‌مایند (FreeMind) نرم‌افزاری است که تحت زبان جاوا نوشته شده‌است به شخص اجازه می‌دهد تا نقشه ذهنی خود را طراحی، رنگ‌آمیزی و چاپ نماید یا آن را تبدیل به صفحه وب کند. این نرم‌افزار یک نرم‌افزار آزاد است و تحت پروانه جی‌پی‌ال منتشر می‌شود.